# John Paul Vann
John Paul Vann (2 de julio de 1924 – † 9 de junio de 1972) fue un teniente coronel retirado del Ejército de los Estados Unidos que se hizo conocido por su papel en la guerra de Vietnam.

## Primeros años
Vann nació ilegítimamente como John Paul Tripp en Norfolk, Virginia, de John Spry y Myrtle Lee Tripp. La madre de Vann estaba casada con Aaron Frank Vann desde 1929 y John Paul tomó el apellido de su padrastro, Vann. Tenía tres medios hermanos de nombres Eugene Wallace, Aaron Frank y Dorothy Lee Vann. En 1942 Aaron Vann adoptó legalmente a John Paul. Los niños Vann se criaron casi en la pobreza. Gracias al patrocinio de un rico miembro de su iglesia John Paul pudo asistir a una escuela internado en Ferrum College. Se graduó de la escuela secundaria en 1941 y de su programa de Junior College en 1943. Con el inicio de la Segunda Guerra Mundial, Vann trató de convertirse en piloto de combate.

## Servicio militar
En 1943, a la edad de 18 años, se decidió a alistarse en el Cuerpo Aéreo del Ejército. Vann se sometió a la formación de pilotos, luego fue trasladado a la escuela de navegación y se graduó como Teniente Segundo en 1945, sin embargo la guerra terminó antes de que pudiera ver acción. En octubre de ese mismo año se casó con Mary Jane Allen de Rochester, Nueva York. El matrimonio tuvo cinco hijos.
Cuando el Cuerpo Aéreo se separó formalmente del Ejército en 1947 para formar la Fuerza Aérea de los Estados Unidos, Vann optó por permanecer en el Ejército y fue trasladado a la infantería. Fue asignado a Corea y posteriormente a Japón como Oficial de Logística. Cuando comenzó la guerra de Corea en junio de 1950, Vann coordinó el transporte a Corea de su unidad, la 25a División de Infantería. Vann se sumó a su unidad, que fue destacada al crítico Perímetro Pusan hasta el Desembarco de Inchon como apoyo a las asediadas fuerzas de la ONU.
A finales de 1950, a raíz de la entrada de China en la guerra y a la retirada de las fuerzas de la ONU al ahora Capitán Vann se le dio su primer comando, una compañía de Rangers. Vann dirigió su unidad en misiones de reconocimiento tras las líneas enemigas durante tres meses, pero una enfermedad grave de uno de sus hijos dio lugar a su traslado a los EE. UU. Vann completó su licenciatura en la Universidad de Rutgers, especializándose en economía, matemáticas y estadística.
En 1954, Vann se unió el 16o Regimiento de Infantería en Schweinfurt, Alemania, convirtiéndose en el Comandante en jefe de un regimiento pesado de morteros. En 1955 fue ascendido a Mayor y trasladado a la sede del Ejército de los Estados Unidos en Europa, en Heidelberg donde volvió a trabajar en logística. En 1957 Vann regresó a los EE. UU., para asistir al Comando y Estado Mayor, un requisito para su ascenso a teniente coronel y en 1961 fue promovido a ese rango. Obtuvo su Maestría en Administración de Negocios de la Universidad de Syracuse. También trabajó en Syracuse para obtener su doctorado en Administración Pública.

## Servicio en la guerra de Vietnam
Vann fue asignado a Vietnam del Sur en 1962 como asesor del coronel Huỳnh Văn Cao, Comandante del Ejército de la República de Vietnam (ERVN). En el fragor de la batalla contra la guerrilla del Frente Nacional de Liberación de Vietnam (Vietcong), Vann se dio cuenta de la ineptitud con la que estaba siendo manejada la estrategia militar, en particular, la desastrosa Batalla de Ấp Bắc de enero de 1963. Vann dirigió la batalla desde un avión de reconocimiento y obtuvo la condecoración de la Cruz de Vuelo Distinguido por su valentía frente a fuego enemigo.
Trató de llamar la atención pública a los problemas por los Vietman a través de sus contactos con la prensa como David Halberstam, reportero del New York Times centrando gran parte de su ira contra el Comando de Asistencia a Vietnam, el General Paul D. Harkins. Vann fue forzado a abandonar su posición de asesor en marzo de 1963 y abandonó el Ejército a los pocos meses.

## Carrera civil
Vann aceptó un trabajo en Denver, Colorado con el contratista de defensa Martin Marietta por un periodo de casi dos años y perdió la oportunidad de volver a Vietnam. Vann regresó a Vietnam en marzo de 1965 como funcionario de la Agencia Internacional para el Desarrollo (AID por sus siglas en inglés). Después de una misión como asesor, Vann se hizo representante de la Oficina Civil de Apoyo a las Operaciones de Desarrollo de la Revolución (CORDS) en la Tercera Zona Táctica de Vietnam, que consistía de las doce provincias del norte y el oeste de Saigón, la parte de Vietnam del Sur más importante para los EE. UU., CORDS fue un grupo integrado que consistió en la Agencia de los Estados Unidos para el Desarrollo Internacional, el Servicio de Información, la Agencia Central de Inteligencia y el Departamento de Estado junto con personal del Ejército de los EE. UU., para proporcionar la mano de obra necesaria. Entre otras empresas, CORDS fue la responsable del Programa Phoenix, que trató de la neutralización de la infraestructura del Vietcong.
Vann se desempeñó como encargado de Operaciones Civiles y Desarrollo Rural de Apoyo CORDS III (es decir, comandante de todos los asesores civiles y militares de la Tercera Zona Táctica), hasta noviembre de 1968, cuando fue asignado a la misma posición pero en cuatro cuerpos, que consistía en las provincias al sur de Saigón en la región del delta del Mekong.
Vann era muy respetado por una gran parte de los oficiales del ejército y por los civiles que participaron en los aspectos políticos más amplios de la guerra ya que estaba a favor de pequeñas unidades y del patrullaje agresivo. A diferencia de muchos soldados estadounidenses fue respetuoso con los soldados del ejército de Vietnam del Sur a pesar de su baja moral. Estaba comprometido con la formación y el fortalecimiento de la moral y el compromiso. Animó a su personal a comprometerse con la sociedad vietnamita tanto como fuera posible y constantemente promovió que la guerra de Vietnam debía ser concebida, como una larga guerra en un nivel inferior de compromiso en lugar de una guerra corta y comprometida.
En uno de sus viajes de regreso a los Estados Unidos en diciembre de 1967, Walt Rostow, Consejero de Seguridad Nacional del Presidente Lyndon Johnson, le preguntó a Vann sobre el envío de más tropas por si vendría lo peor de la guerra en los siguientes seis meses: "oh diablos no Sr. Rostow" respondió Vann, "soy un optimista nato, creo que podemos aguantar más que eso". El ingenio iconoclasta de Vann no le granjearon las simpatías de muchos arribistas militares y civiles, pero él era un héroe para muchos jóvenes oficiales y civiles que entiendían los límites de la guerra convencional en el entorno irregular de Vietnam.
Después fue asignado al IV Cuerpo, Vann se le designó como asesor principal americano en el II Cuerpo de la Región Militar en la década de 1970 cuando la intervención estadounidense en la guerra estaba por terminar y las tropas debían de ser retiradas. Por esa razón, su nuevo trabajo lo puso a cargo de todo el personal de los Estados Unidos, además donde asesoró al Comandante de ejército de Vietnam del Sur de la región y se convirtió en el primer civil estadounidense en comandar tropas de los Estados Unidos en combate regular. Su posición era la de un general de división. Después de la Batalla de Kontum, el 9 de junio de 1972, John Paul Vann murió cuando su helicóptero distintivo llamado "Rogues Gallery" volando en la oscuridad y en medio de una tormenta se estrelló contra un grupo de árboles y explotó.
Vann fue enterrado el 16 de junio de 1972 en la sección 11 del Cementerio Nacional de Arlington. A su funeral asistieron personajes notables como el general William Westmoreland, el general Edward Lansdale, el teniente coronel Lucien Conein, el senador Edward Kennedy y Daniel Ellsberg.
El 18 de junio el presidente Richard Nixon concedió a título póstumo a John Paul Vann la Medalla de la Libertad, el más alto del país por sus diez años de servicio como representante de los Estados Unidos en Vietnam del Sur. Por sus acciones del 23 y 24 de abril de 1972 Vann, no fue elegible para la Medalla de Honor por ser un civil, también fue galardonado a título póstumo, con la Cruz de Servicio Distinguido, el único civil al que se le concedió en el conflicto de Vietnam.

## Biografía
El periodista Neil Sheehan escribió una historia de Vietnam y la biografía de Vann ganadora del Premio Pulitzer: A Bright Shining Lie: John Paul Vann and America in Vietnam (1988). En este libro Sheehan examina presuntos incidentes y los retos morales durante su servicio en la carrera de Vann en Alemania Occidental y en Fort Leavenworth, Kansas y como eso posiblemente afectó a Vann en sus acciones futuras y trazando el resultado de su carrera en Vietnam. En 1998 HBO hizo una película adaptada del libro de Sheehan con Bill Paxton en el papel de Vann.

## Legado
El 18 de junio, el presidente Richard M. Nixon le otorgó reconocimiento post mortem de la Medalla Presidencial de la Libertad, el más alto reconocimiento civil de la nación, por sus diez años de servicio en la cima de American in South Vietnam. De sus acciones de abril 23-24 de 1972, Vann no fue elegible para la Medalla de Honor por ser un civil pero también fue galardonado (post mortem) por la Cruz de Servicio Distinguido, siendo el único civil en ser honrado en Vietnam.

## Citas de John Paul Vann
- "Fue una maldita y miserable actuación", (hablando de la batalla de Ấp Bắc).

- "Si no fuera por el hecho de que Vietnam no es más que un peón en la confrontación más grande Este-Oeste y que nuestra presencia aquí es esencial para detener los recursos de esta zona de la China comunista, entonces sería condenadamente difícil de justificar nuestro apoyo al gobierno existente".

- "Esta es una guerra política y es llamada así por la discriminación al matar. La mejor arma para matar sería un cuchillo, pero me temo que no podemos hacerlo de esa manera. Lo peor es un avión. Lo siguiente peor la artillería. Salvo un cuchillo, lo mejor es un rifle - sabes que es lo que te están matando".

- "No tenemos una experiencia de doce años en Vietnam. Contamos con un año de experiencia más de doce veces".

- "Una vez eliminado de arrendamiento en Vietnam, todos los alquileres fueron suspendidos".

- "Estas personas pueden ser los amantes más grandes del mundo, pero no son los mejores guerreros. Son buena gente que pueden ganar una guerra si alguien les muestra cómo hacerlo", (hablando de la gente de Vietnam del Sur).

## Película
A Bright Shining Lie (1998, Mentiras en la guerra) protagonizado por Bill Paxton